# TVP Kultura
TVP Kultura est une chaîne de télévision thématique polonaise. Lancée le 24 avril 2005 par le groupe de télévision public Telewizja Polska, elle est consacrée à la culture sous toutes ses formes (arts, musique, folklore, histoire, cinéma). Sa programmation est composée de documentaires, de concerts, de pièces de théâtre, de représentations folkloriques, de séries et de films. 
Les programmes qu'elle diffuse proviennent à 50 % des archives de la télévision polonaise, à 35 % d'achats et d'échanges avec des chaînes étrangères (notamment Arte) tandis que 15 % sont produits directement par la chaîne. TVP Kultura entretient des relations avec les ministères polonais de la culture et de la science. En 2006, la chaîne remporte un « Hot Bird Award » dans la catégorie « Meilleure chaîne culturelle ».
En octobre 2015, la chaîne retransmet l'intégralité du Concours international de piano Frédéric-Chopin.
TVP Kultura est reprise gratuitement sur la plupart des réseaux câblés et peut être reçue dans toute l'Europe par l'intermédiaire des satellites Hot Bird, positionné à 13° est, et Astra, positionné à 19,2° est.